# Даріуш Яблонський (режисер)
Да́ріуш Ябло́нський (пол. Dariusz Jabłoński; 30 травня 1961, Варшава, Польща) — польський кінорежисер, сценарист та продюсер. Голова Європейського клубу продюсерів та Президент Польської кіноакадемії (з 19.03.2012). Член Європейської кіноакадемії.

## Біографія
Даріуш Яблонський народився 30 травня 1961 року у Варшаві. Навчався режисерській майстерності в Лодзькій кіношколі. У 1980-х працював другим режисером проекту «Декалог» Кшиштофа Кесльовського та головним асистентом Філіпа Байона у стрічках «Біла візитівка» та «Магнат».
У 1986 року Яблонський виступив продюсером першого польського незалежного документального фільму «Візит літньої пані». У 1990 році він заснував одну з перших та провідних незалежних кінокомпаній у Польщі «Apple Film Production», яка спеціалізується на випуску художніх і документальних фільмів та телефільмів і серіалів.
Перший повнометражний фільм Даріуша Яблонського «Фотоматор» (1998) — історія львівського гетто, створена на матеріалі кольорових слайдів, що були зняті нацистами, — став однією з найуспішніших документальних робіт у світі та здобув нагороди на найпрестижніших міжнародних фестивалях документального кіно, серед яких Гран-Прі «VPRO Joris Ivens Award» на міжнародному кінофестивалі документального кіно в Амстердамі (1998), Гран-Прі на міжнародному аудіовізуальному кінофестивалі та «Prix Planete» у Біарріці (1999), німецьку премію «Grimme» (2000) та інші.
У 1999 році Яблонський отримав першу польську кінопремію «Орли» у номінації «Найкращий продюсер» за фільм «Треба вбити Секала» (реж. Владимир Міхалек).
У липні 2015 року Даріуш Яблонський входив до складу міжнародного журі 6-го Одеського міжнародного кінофестивалю, очолюваного Жанном Лабрюном. На церемонії закриття зі сцени перед нагородженням переможців Яблонський висловив позицію кінематографістів щодо незаконного ув'язнення в Росії Олега Сенцова, закликавши: «Хочу звернутися до містера Путіна. Звільніть Олега Сенцова негайно!».
У 2017 році Даріуш Яблонський був одним з продюсерів копродукційного документального фільму російського режисера Аскольда Курова «Процес. Російська держава проти Олега Сенцова» про обставини справи українського режисера Олега Сенцова, який у 2014 році був затриманий російськими спецслужбами в Криму та незаконно засуджений до 20 років ув'язнення в Росії.
Даріуш Ябонський став співпродюсером стрічки «Коли падають дерева» (2018) української режисерки Марисі Нікітюк. Фільм брав участь у конкурсній програмі секції «Панорама» на 68-му Берлінському міжнародному кінофестивалі 2018 року, та отримав кілька міжнародних та національних кінонагород.
Даріуш Яблонський був почесним гостем церемонії вручення Другої української національної кінопремії «Золота дзиґа», яка відбулася 20 квітня 2018 у Києві. Разом з Віце-прем'єр-міністром України Павлом Розенком він вручив «Золоту дзиґу» за внесок в український кінематограф режисеру, сценаристу, педагогу, заслуженому діячу мистецтв України В'ячеславу Криштофовичу.
Восени 2018 року Даріуш Яблонський як режисер та продюсер розпочав роботу на копродукційним проектом України, Чехії та Польщі — 8-серійним детективним серіалом «Принцип насолоди», українська частина якого знімається в Одесі. Цього ж року Яблонський залучився як продюсер з польського боку до створення спільного українського-польського фільму «Номери» за однойменною п'єсою Олега Сенцова та в його (у спіавторстві з Ахтемом Сеітаблаєвим) постановці.
Даріуш Яблонський є ініціатором створення Польської кінопремії та Польської кіноакадемії, а також засновником Незалежної кінофундації, створеної для просування польських фільмів і його творців у Польщі та за кордоном. Незалежна кінофундація також проводить «ScripTeast», інноваційну навчальну програму, розроблену спеціально для досвідчених сценаристів зі Східної та Центральної Європи.

## Фільмографія
Продюсер
| Рік       |     | Назва українською            | Оригінальна назва                              | Участь                |
| --------- | --- | ---------------------------- | ---------------------------------------------- | --------------------- |
| 1986      |     | Візит літньої пані           | Wizyta starszej pani                           |                       |
| 1996      |     | Вуличні ігри                 | Gry uliczne                                    |                       |
| 1998      |     | Треба вбити Секала           | Je třeba zabít Sekala                          | співпродюсер          |
| 1998      | т/ф | Пошта                        | Poczta                                         |                       |
| 1998      | т/ф | Раковина                     | Malzowina                                      | виконавчий продюсер   |
| 1998      | т/ф | Фотограф                     | Fotoamator                                     |                       |
| 1999      |     | Ворота Європи                | Wrota Europy                                   |                       |
| 2000      | т/ф | Я дивлюся на тебе, Марисю    | Patrze na ciebie, Marysiu                      |                       |
| 2000      |     | Танець очерету               | Taniec trzcin                                  |                       |
| 2001      |     | Сезон лохів                  | Sezon na leszcza                               |                       |
| 2001      |     | Переддень весни              | Przedwiosnie                                   |                       |
| 2001      | т/ф | Беліссіма                    | Bellissima                                     |                       |
| 2002      | т/с | Переддень весни              | rzedwiosnie                                    | виконавчий продюсер   |
| 2004      | т/ф | Чудесно врятований           | Cudownie ocalony                               | виконавчий продюсер   |
| 2004-2008 | т/с | Мент                         |                                                |                       |
| 2004      |     | Глина                        | Glina                                          |                       |
| 2005      |     | Солідарність, Солідарність…  | Solidarnosc, Solidarnosc…                      |                       |
| 2007      |     | Бенек                        | Benek                                          |                       |
| 2008      |     | Полуничне вино               | Wino truskawkowe                               |                       |
| 2009      |     | Гірські месники              | Janosik. Prawdziwa historia                    |                       |
| 2010      |     | Між двох вогнів              | Between Two Fires                              | співпродюсер          |
| 2011      |     | Моя Австралія                | Moja Australia                                 | співпродюсер          |
| 2011      |     | Земля забуття                |                                                | співпродюсер          |
| 2012      |     | Довірена особа               | The Confidant                                  | співпродюсер          |
| 2012      |     | Колоски                      | Poklosie                                       |                       |
| 2013      | т/с | Шпигуни Варшави              | Spies of Warsaw                                | виконавчий продюсер   |
| 2014      |     |                              | Nude Area                                      |                       |
| 2014      | т/с | Дзвони часу                  | The Passing Bells                              | продюсер (5 епізодів) |
| 2015      |     | Під електричними хмарами     |                                                |                       |
| 2015      |     | Ян Карський. Праведник світу |                                                |                       |
| 2017      |     | Види під загрозою зникнення  | Maya Dardel                                    |                       |
| 2017      |     | Процес                       | The Trial: The State of Russia vs Oleg Sentsov |                       |
| 2018      |     | Довлатов                     | Довлатов                                       |                       |
| 2018      |     | Коли падають дерева          |                                                | співпродюсер          |
| 2019      | т/с | Принцип насолоди             |                                                |                       |
| 2019      |     | Номери                       |                                                | співпродюсер          |

Режисер, сценарист
| Рік  |     | Назва українською | Оригінальна назва | Режисер | Сценарист |
| ---- | --- | ----------------- | ----------------- | ------- | --------- |
| 1998 | т/ф | Фотограф          | Fotoamator        | Так     | Так       |
| 2008 |     | Полуничне вино    | Wino truskawkowe  | Так     | Так       |
| 2009 |     | Військові ігри    | Gry wojenne       | Так     | Так       |
| 2019 |     | Принцип насолоди  |                   | Так     |           |

## Визнання
| Рік                                                               | Категорія                                              | Фільм              | Результат |
| ----------------------------------------------------------------- | ------------------------------------------------------ | ------------------ | --------- |
| Туринський міжнародний кінофестиваль молодого кіно                |                                                        |                    |           |
| 1990                                                              | Приз мітса Турнина за найкращий короткометражний фільм | Візит літньої пані | Перемога  |
| Краківський кінофестиваль                                         |                                                        |                    |           |
| 1998                                                              | ПGhp Дон Кіхот                                         | Фотограф           | Перемога  |
| Амстердамський фестиваль документального кіно                     |                                                        |                    |           |
| 1998                                                              | Нагорода Йоріса Івенса                                 | Фотограф           | Перемога  |
| Баварська телепремія                                              |                                                        |                    |           |
| 1999                                                              | Найкращий документальний фільм                         | Фотограф           | Перемога  |
| Міжнародний фестиваль аудіовізуального програмування у м. Біарріц |                                                        |                    |           |
| 1999                                                              | Золота FIPA                                            | Фотограф           | Перемога  |
| 1999                                                              | Приз «Планета»                                         | Фотограф           | Перемога  |
| Польські кінонагороди                                             |                                                        |                    |           |
| 1999                                                              | Орел найкращому продюсерові                            | Треба вбити Секала | Перемога  |
| 2001                                                              | Орел за найкращий фільм                                | Ворота Європи      | Номінація |
| Премія Адольфа Грімме (Німеччина)                                 |                                                        |                    |           |
| 2000                                                              | Найкращий документальний фільм                         | Фотограф           | Перемога  |
| Варшавський міжнародний кінофестиваль                             |                                                        |                    |           |
| 2007                                                              | Гран-прі                                               | Полуничне вино     | Номінація |
| Кінофестиваль документального кіно в Їглаві                       |                                                        |                    |           |
| 2010                                                              | Срібний око за найкращий документальний фільм          | Військові ігри     | Номінація |

### Інтерв'ю
- Ганна Пономаренко. Режисер Даріуш Яблонськи: «Кінематограф можна порівняти з дитиною, якій потрібна підтримка». Сьогодні. 6 вересня 2018. Архів оригіналу за 7 вересня 2018.
- Даріуш Яблонський, президент Польської кіноакадемії: Рішення Валенси змусить російську владу повернутися до справи Сенцова. Укрінформ. 08.09.2018. Архів оригіналу за 16 листопада 2018.